# Tigrinestola howdeni
Tigrinestola howdeni är en skalbaggsart som beskrevs av Chemsak och Linsley 1966. Tigrinestola howdeni ingår i släktet Tigrinestola och familjen långhorningar. Inga underarter finns listade i Catalogue of Life.